# Louis-François de Vivet de Montclus
Louis-François markies de Vivet de Montclus (Nîmes, circa 1687 – Alès, 21 juli 1755) was bisschop en heer van Saint-Brieuc (1728-1744), bisschop van Alès (1744-1755), alsook abt in titel, in het koninkrijk Frankrijk.

## Levensloop

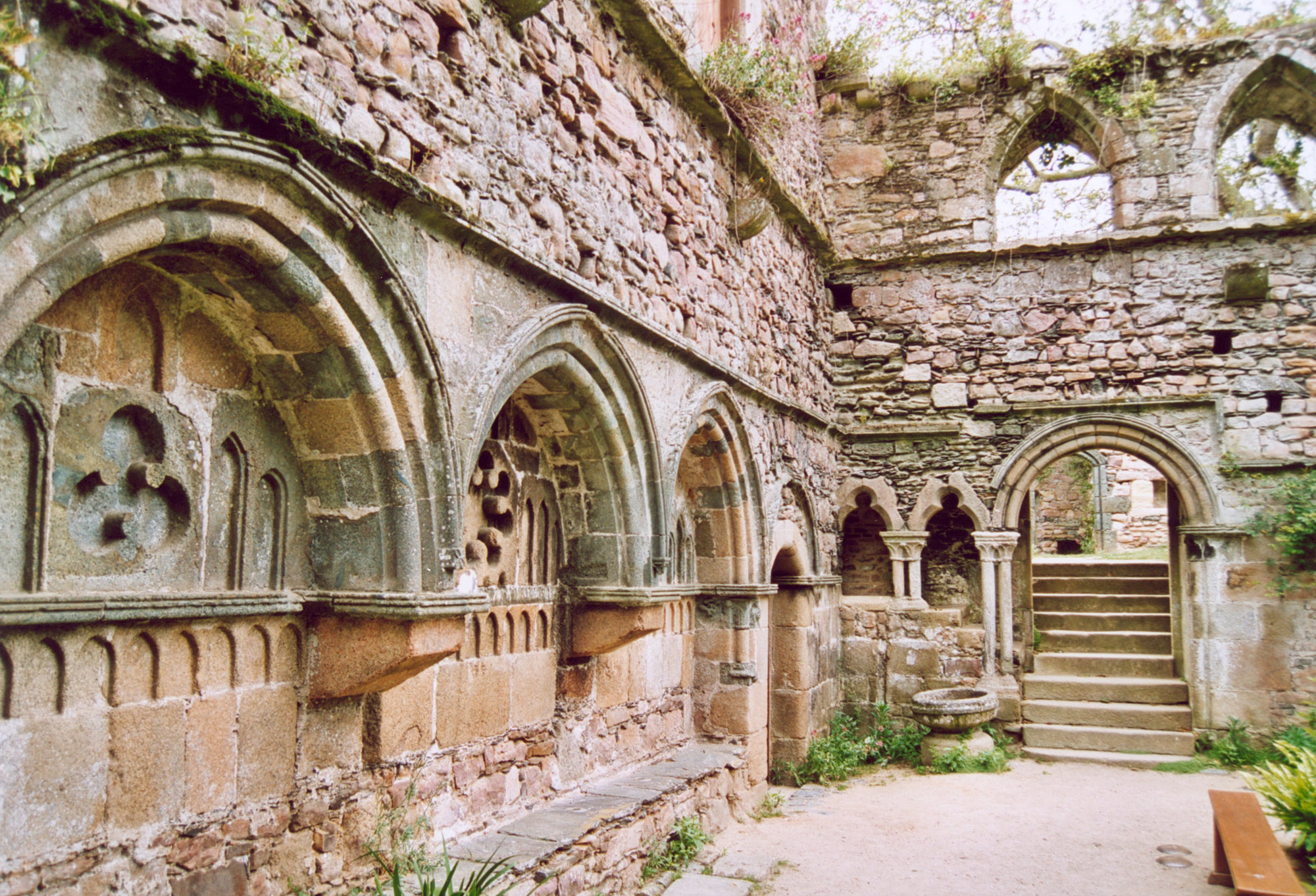
Voormalige abdij van Beauport in Paimpol, Bretagne

De Montclus groeide op in de stad Montpellier, in de provincie Languedoc. Zijn vader, de edelman Jacques de Vivet, was in Montpellier voorzitter van het Rekenhof alsook van de Instelling voor Noodlijdenden (Cour des aides). Reeds als jonge priester ontving hij de benoeming tot titulair abt van de abdij van Saint-Gilles en van Franquevaux. Deze Benedictijnenabdij respectievelijk Cisterciënzenabdij bezorgden hem de nodige inkomsten.
In 1728 verhuisde de Montclus naar de provincie Bretagne. Hij werd tot bisschop gewijd van Saint-Brieuc; dit ging gepaard met de aanstelling tot heer van Saint-Brieuc. In Bretagne, in zijn eigen bisdom maar ook elders, had hij te maken met de wanordelijke aanstelling van pastoors. Dit leidde met name tot onduidelijkheid over de parochie-inkomsten in de kasboeken. Tot in Rome gingen pastoors uit Bretagne hun zaak bepleiten. Paus Benedictus XIV eiste in een bul (1740) dat het Parlement van Bretagne hierin juridisch zou ingrijpen. Het Parlement deed in 1741. De Zonnekoning kwam zelf tussen in 1742. In 1742 voerde de Montclus het koninklijk bevel uit in zijn bisdom. Twee jaar later, in 1744, publiceerde hij in Parijs een vlugschrift om God te danken voor de genezing van de Zonnekoning.
In Bretagne was de Montclus titulair abt van de abdij van Beauport. Dit was een Norbertijnenabdij in wat heden de gemeente Paimpol is. 
Met zijn benoeming tot bisschop van Alès (1744) verhuisde de Montclus naar zijn geboorteland Languedoc, nabij Nîmes. Hij was er bisschop tot zijn dood in 1755.
- Bibliothèque nationale de France: cb16242739m (data)
- International Standard Name Identifier: 0000 0001 0712 1727
- Système universitaire de documentation: 200020110
- Virtual International Authority File: 159847495